# J. K. Wietz
J. K. Wietz (místo a rok narození ani úmrtí nejsou známy) byl český německý spisovatel konce 18. a počátku 19. století.
Dle Josepha Kehreina je J. K. Wietz táž osoba jako Karl Vietz. Kehrein uvádí J. K. Wietze jako autora spisu „Das Studium der allgemeinen Geschichte u. s. w.“, vydaného v roce 1844 u pražského vydavatele Gottlieba Haaseho. Kromě toho jej Kehrein označuje za autora knihy „Fabeln, Gedichte, Erzählungen und Lieder“ (Pohádky, příběhy, vyprávění a písně), jejíž první díl vyšel roku vyšel roku 1791 u Diesbacha v Praze, tedy již o 53 let dříve.
Skutečný Karl Vietz se ovšem narodil roku 1798 v Čechách a zemřel v Praze 2. srpna 1872. Že by napsal „Pohádky, příběhy atd.“, vydané ještě před jeho narozením, je velmi nepravděpodobné. Tudíž Karl Vietz a J. K. Wietz jsou s největší pravděpodobností dvě různé osoby.
J. K. Wietz je autorem různých spisů, které vycházely mezi lety 1817 a 1834 v Praze. V roce 1817 vydal třídílné pojednání Abbildungen und Beschreibungen sämmtlicher geistlichen und weltlichen Orden in chronologischer und alphabetischer Ordnung.